# Okres Neusiedl am See
Okres Neusiedl am See je okresem rakouské spolkové země Burgenlandu. Jejím centrem je město Neusiedl am See. Před připojením Burgenlandu k Rakousku tvořilo území dnešního okresu Neusiedl am See západní část Mošonské župy.

## Poloha okresu
Poloha okresu Neusiedl je velmi zajímavá. Celou severní hranici okresu tvoří hranice s Dolním Rakouskem. Na západě sousedí (z velké části přes známé Neziderské jezero) s okresem Eisenstadt-okolí, nesmíme opomenout ani to, že na západě také přímo sousedí s miniaturním statutárním městem Rust. Jižní i východní hranici má okres společnou s Maďarskem. Severovýchodní hranice okresu má mnoho zajímavostí. Například, že nedaleko maďarské obce Rajka najdeme trojmezí Slovensko-Maďarsko-Rakousko. Dále, že v této oblasti vedou důležité spojnice (dálnice) Rakouska se Slovenskem a Maďarskem a také to, že okres Neusiedl přímo sousedí s hlavním městem Slovenska, Bratislavou.

## Povrch okresu
Vzhledem k tomu, že celý okres je v blízkosti nebo na pobřeží Neziderského jezera, je povrch okresu nížinatý (100–200 metrů). V okolí jezera jsou rozsáhlé bažiny. Území okresu má příhodné podmínky pro zemědělství. Neziderské jezero je bezodtoké. Ústí do něj nedaleko Rustu řeka Wulka, která odvodňuje rozsáhlé oblasti severního Burgenlandu.

## Statistické údaje
Okres Neusiedl je „obrem“ mezi burgenlandskými okresy. Jeho plocha je 1 038,65 km². I počet obyvatel je relativně vysoký 51 730, ale vzhledem k velikosti okresu není nijak zarážející. To dokazuje i hustota zalidnění 50 obyv./km², což je nejnižší číslo v celém Burgenlandsku a i hluboko pod průměrem celého Rakouska. Počet obcí je 27.

## Největší obce a města
1. Neusiedl am See (6200 obyvatel)
2. Gols (3516 obyvatel)
3. Ilmitz (2595 obyvatel)